# Brandon DiCamillo

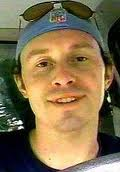
Brandon DiCamillo

Brandon Ralph DiCamillo (* 15. November 1976 in West Chester, Pennsylvania) ist eine US-amerikanische TV-Persönlichkeit. Er ist hauptsächlich bekannt für seine Fernsehauftritte in den MTV-Reality-Serien Jackass, Viva La Bam und Bam's Unholy Union. Zusammen mit Bam Margera und dessen Crew schrieb und drehte er die vier Skate-Filme der CKY-Reihe, sowie den Film Haggard.
DiCamillo, der auch „DiCo“ oder „Bran“ genannt wird, ist bekannt für seine Imitationen und Aktionen, sowie für seinen exzessiven Umgang mit Videospielen, besonders mit Mortal Kombat. In Viva La Bam beschwerte er sich des Öfteren darüber, dass die Aktionen der CKY-Crew seine Gaming-Sessions unterbrachen. Dies führte unter anderem dazu, dass er sich weigerte, eine Episode der Serie zu drehen. Als es darum ging, eine Folge zu drehen, in der die Crew wegen Bam Margeras Skatedemo in der Mall of America übernachten soll, weigerte sich DiCamillo, da die Einkaufshalle „Mortal-Kombat-los“ sei.
Zusammen mit Bam und dessen Bruder Jess Margera hat DiCamillo eine Band namens Gnarkill. Für den Weihnachtssong „But Why Is It So Cold“ tat sich DiCamillo mit Bam und Jimmy Pop von der Bloodhound Gang als „DiCamillo Sisters“ zusammen. Als Solo-Künstler brachte er das Album Otimen Recording Hell! heraus. Gelegentlich war DiCamillo auch in Bams Radioshow RadioBam zu hören.

## Filmografie
- 1999: Landspeed presents: CKY
- 2000: CKY2K
- 2000–2002: Jackass
- 2001: CKY3
- 2002: CKY4 – The Latest & Greatest
- 2002: Jackass: The Movie
- 2003: Haggard
- 2003–2005: Viva La Bam
- 2006: Jackass: Nummer Zwei
- 2007: Bam's Unholy Union
- 2007: Jackass 2.5
- 2008: The Wrestler (als Fan)
- 2008: Minghags
- 2009: Jackass – The Lost Tapes